# Скворцов, Александр Васильевич
Александр Васильевич Скворцов (17 августа 1901 года, деревня Сонино, ныне Костромской район, Костромская область — 19 декабря 1948 года, Москва) — советский военачальник, гвардии генерал-майор (7.12.1942). Герой Советского Союза (26 октября 1943 года).

## Начальная биография
Родился 17 августа 1901 в деревне Сонино, располагавшейся на территории современного Костромского района Костромской области, в семье крестьянина.
После окончания сельской школы до 17 лет работал в деревне в хозяйстве родителей.

## Военная служба

### Гражданская война
В июне 1919 года был призван в ряды Красной Армии, после чего был направлен на учёбу на Костромские пехотные курсы комсостава и в качестве курсанта принимал участие в боевых действиях на Западном и Южном фронтах под Царицыным, Петроградом и Перекопом. В 1921 году в составе сводных отрядов курсантов подавлял антисоветские восстания на Урале и в Дагестане.

### Межвоенное время
В конце 1921 года окончил краткосрочные 7-е Армавирские пехотно-пулемётные курсы комсостава, после чего с января 1922 года служил на должностях командира взвода и командира роты в составе 508-го стрелкового полка (Приуральский военный округ, г. Вятка). В 1922 году окончил также Костромские пехотные курсы комсостава, и в августе 1922 года был назначен на должность помощника командира отдельной Галичской караульной роты. С мая 1923 года служил в 53-м стрелковом полку (18-я стрелковая дивизия, Московский военный округ) на должностях командира взвода, роты, квартирмейстера полка, вновь командира и политрука роты, ответственного секретаря бюро ВКП(б) полка. В 1926 году вступил в ВКП(б).
В ноябре 1931 года был назначен на должность комиссара 10-го местного стрелкового батальона (Московский военный округ, г. Рыбинск). В октябре 1933 года направлен для дальнейшей службы на Дальний Восток на должность комиссара 26-го отдельного строительного батальона (Особый строительный корпус наркомата тяжелой промышленности СССР). На этом посту принимал участие в строительстве Комсомольска-на-Амуре.
В июне 1936 года был назначен на должность инструктора политического отдела Хабаровского гарнизона, а в январе 1938 года — на должность начальника группы контроля штаба Особой Краснознамённой Дальневосточной армии, в сентябре 1938 года преобразованной в группу контроля при Военном совете 2-й Отдельной Краснознамённой армии (Дальневосточный фронт).
В ноябре 1939 года направлен на учёбу на Стрелково-тактические курсы усовершенствования комсостава пехоты «Выстрел», после окончания которых в июле 1940 года был назначен на должность начальника группы контроля при Военном совете Дальневосточного фронта, а в сентябре того же года — на должность командира 70-го стрелкового полка в составе 3-й Крымской стрелковой дивизии 2-й Краснознамённой армии Дальневосточного фронта.

### Великая Отечественная война
С началом Великой Отечественной войны продолжал командовать 70-м стрелковым полком. В январе 1942 года назначен заместителем командира Крымской стрелковой дивизии.
В августе 1942 года прибыл в действующую армию. Тогда же был назначен на должность командира 204-й стрелковой дивизии 64-й армии Сталинградского фронта, которая во время Сталинградской битвы принимала участие в ходе оборонительных действий, а затем в контрнаступлении армии. За эти бои был награжден орденом "Красного Знамени". За успешное выполнение заданий командования 1 марта 1943 года дивизия под командованием А. Скворцова получила гвардейское звание и была преобразована в 78-ю гвардейскую стрелковую дивизию. В составе 25-го гвардейского стрелкового корпуса 7-й гвардейской армии Воронежского и Степного фронтов эта дивизия с июля по август 1943 года принимала участие в ходе Белгородско-Харьковской наступательной операции. В этой операции дивизия участвовала в освобождении городов Мерефа и Харьков.
Командир 78-й гвардейской стрелковой дивизии гвардии генерал-майор А. В. Скворцов проявил исключительное мужество и мастерство командира в ходе битвы за Днепр. При приближении дивизии к Днепру командир дивизии заблаговременно организовал разведку немецких позиций по рубежу реки и правильно определил места с наиболее слабым охранением. С 25 по 26 сентября 1943 года при использовании подручных средств передовой отряд дивизии в составе одного полка, усиленного противотанковой артиллерией, стремительно форсировал реку и захватил плацдарм у села Домоткань (Верхнеднепровский район, Днепропетровская область). На этот плацдарм немедленно стал переправлять остальные силы дивизии. Отбивая многочисленные немецкие контратаки, бойцы значительно расширили плацдарм, обеспечили устойчивую работу переправ на него и удерживали рубеж до подхода основных сил армии.
Указом Президиума Верховного Совета СССР от 26 октября 1943 года за успешное форсирование реки Днепр, прочное закрепление и расширение плацдарма на западном берегу реки Днепр и проявленные при этом отвагу и геройство гвардии генерал-майору Александру Васильевичу Скворцову присвоено звание Героя Советского Союза с вручением ордена Ленина и медали «Золотая Звезда» (№ 1339).
С декабря 1943 года находился на излечении в госпитале в Москве, и после выздоровления в феврале 1944 года был направлен на учёбу в Высшую военную академию имени К. Е. Ворошилова. После её окончания в апреле 1945 года был назначен на должность командира 26-го стрелкового корпуса (1-я Краснознамённая армия, Дальневосточный фронт).
Во время советско-японской войны корпус под его командованием принимал участие в ходе Харбино-Гиринской наступательной операции. Корпус после прорыва обороны противника форсировал реку Мулинхэ и участвовал в штурме города Муданьцзян. За отличное ведение боевых действий корпуса в Маньчжурии награждён орденом Суворова 2-й степени, а 26-й стрелковый корпус получил почётное наименование «Харбинского».

### Послевоенная служба
После окончания войны продолжал командовать этим корпусом. В сентябре 1946 года был назначен на должность командира 11-го гвардейского стрелкового корпуса в составе Московского военного округа.
19 декабря 1948 года умер в Главном военном госпитале в Москве от длительного заболевания туберкулёзом. Тело генерала было доставлено в Кострому, где 23 декабря и было похоронено на солдатском кладбище. В настоящее время могила находится у мемориала «Вечный огонь».

## Награды
- Медаль «Золотая Звезда» Героя Советского Союза (№1339 от 26.10.1943);
- два ордена Ленина (№15750 от 26.10.1943; №28459 от 21.02.1945);
- четыре ордена Красного Знамени (5.11.1942, 9.03.1943, 24.08.1943, 3.11.1944);
- орден Суворова 2-й степени (26.08.1945);
- орден Кутузова 2-й степени (08.1943);
- медали[3].

### Иностранные награды
- Командор ордена Британской Империи Великобритания (1944)[4].

## Память
- Именем А. В. Скворцова названа улица в Костроме. На доме № 4 по этой улице, где он жил, установлена мемориальная доска.
- В его честь названа улица в поселке Разумное (Белгородская область).
- На здании школы в Костроме, где учился Герой, установлена мемориальная доска.
- Имя А. В. Скворцова занесено на памятные доски на Монументе Славы на площади Мира в Костроме.